# Geodésica (relatividade geral)
Na teoria da relatividade geral, as geodésicas são as linhas do mundo de uma partícula em queda livre, cuja trajetória no espaço-tempo atenderia uma reta ou seja, uma trajetória livre da ação de forças externas (não gravíticas) e que representam o caminho mais curto entre dois pontos, numa determinada geometria pseudo-riemaniana, da mesma forma que na projeção de Mercator, a relatividade geral é a representação da gravidade não é uma força e sim a deformação geométrica do espaço encurvado pela presença nele de uma terceira dimensão atribuída a movimentação uniforme da massa,  ou seja o momento em relação a posição do observador. Por isso, a trajetória orbital de um planeta em volta de uma estrela é a projeção num espaço 3D de uma geodésica da geometria 4D do espaço-tempo em torno da estrela.
De fato, como o planeta não é uma partícula, a sua massa afeta o campo gravitacional em que está inserido. No entanto, desde que a sua massa seja pequena em comparação com a estrela, o seu movimento cobrirá sensivelmente um arco geodésico.